# Бухгалтерия
Бухгалте́рия — штатно-структурное подразделение хозяйствующего субъекта, предназначенное для аккумулирования данных о его имуществе и обязательствах. Бухгалтерия является источником документально обоснованной и структурированной экономической информации, необходимой для принятия управленческих решений в целях обеспечения эффективного хозяйствования.

## Задачи бухгалтерии
Основной управленческой задачей бухгалтерского учёта (иначе говоря, задачей, возлагаемой на бухгалтерию) является сбор и обработка полной и достоверной информации о деятельности хозяйствующего субъекта. Такая информация, в основном, используется в двух целях:
1. Принятие решений на основе экономического анализа такой информации.
2. Осуществление финансового контроля.

### Информация для принятия решений
Итоговая бухгалтерская информация в виде, пригодном для экономического анализа и принятия на его основе управленческих решений, формируется в виде финансовой отчётности:
- внешней, предоставляемой статистическим и контролирующим органам, в установленных законом случаях подтверждаемой аудитором, составляемой по формам, предусмотренным бухгалтерскими стандартами;
- внутренней (управленческой), предусмотренной локальными нормативными актами хозяйствующего субъекта и предназначенной для обеспечения функций управления.

Финансовая отчётность должна удовлетворять требованию достоверности, то есть позволять на её основе делать правильные выводы о результатах хозяйственной деятельности, финансовом и имущественном положении хозяйствующего субъекта и принимать базирующиеся на этих выводах обоснованные решения. В соответствии с этим, можно выделить ряд лиц, заинтересованных в наличии полной и достоверной бухгалтерской информации, называемых пользователями бухгалтерской отчётности:
- Внутренние пользователи.
  - Руководство хозяйствующего субъекта — для принятия обоснованных хозяйственных решений:
    - о рентабельности выпуска того или иного вида продукции,
    - о целесообразности привлечения заёмных средств,
    - об эффективности использования имущества 
 и многие другие.

  - Собственники предприятия (учредители, акционеры) — для принятия обще-стратегических решений и других в круге своей компетенции:
    - о направлениях развития предприятия,
    - об эффективности работы управленческого персонала,
    - о выплате дивидендов и направлениях использования прибыли 
 и другие.

  - Работники предприятия и их профессиональные союзы — для поддержания уверенности:
    - в доходности и стабильности предприятия,
    - в гарантированности социальных льгот.
- Внешние пользователи.
  - Потенциальные кредиторы — для принятия решений (в краткосрочной и долгосрочной перспективе):
    - о платежеспособности предприятия,
    - о степени риска при предоставлении кредита (и, соответственно, об определении ставки кредита, сроков и других условий).

  - Потенциальные инвесторы — для принятия решений:
    - о целесообразности приобретения акций предприятия на рынке ценных бумаг,
    - о степени риска, связанного с инвестициями в развитие предприятия, 
    - о доходности ценных бумаг, адекватности дивидендных выплат.

  - Коммерческие контрагенты (поставщики и покупатели) — для обеспечения уверенности:
    - в стабильности коммерческих связей,
    - в способности своевременно и полно осуществлять расчёты, выполнять контрактные обязательства. 

  - Правоохранительные органы — в случае наличия сведений о деструктивных отклонениях в деятельности хозяйствующего субъекта, о правонарушениях, допускаемых должностными лицами и работниками хозяйствующего субъекта в экономической и налоговой сфере.
  - Правительственные структуры — для обработки информации:
    - о начислении налогов, валовом внутреннем продукте, национальном доходе и бюджете государства и территорий,
    - о распределении ресурсов,
    - об обеспечении охраны окружающей среды,
    - о показателях занятости населения в регионе 
 и многие другие[2].

### Информация для контроля
Финансовый контроль, будучи составной частью контроля в деятельности хозяйствующего субъекта, является одной из важных функций управления. Он представляет собой проверку соблюдения хозяйствующим субъектом в целом и его работниками:
- норм законодательства (то есть интересов государства, общества, контрагентов, сотрудников предприятия),
- интересов собственника[3].

Одним из основных условий реализации функций финансового контроля является наличие объективной и актуальной финансовой информации. Носителями такой информации (в подробном и обобщённом виде) являются бухгалтерские документы:
- первичные учётные документы,
- учётные регистры,
- бухгалтерская отчётность,
- материалы инвентаризаций[4].

## Организация бухгалтерского учёта хозяйствующего субъекта в России
В соответствии с законодательством Российской Федерации, хозяйствующий субъект (по решению его руководителя) может реализовывать один из пяти вариантов организации бухгалтерского учёта:
- предусмотреть в штатной структуре предприятия отдельную бухгалтерскую службу, называемую обычно бухгалтерией, возглавляемую главным бухгалтером, — наиболее распространённый способ, а для крупных коммерческих предприятий — единственно возможный;
- возложить обязанности по ведению бухгалтерского учёта на бухгалтера, выполняющего обязанности в качестве штатного сотрудника либо по совместительству;
- заключить договор аутсорсинга с фирмой, оказывающей финансовые услуги (например, с аудиторской компанией) — способ отличается повышенной надёжностью (с юридической точки зрения), однако весьма дорог по сравнению с остальными; поэтому часто используется представительствами иностранных компаний;
- передать ведение учёта централизованной бухгалтерии — централизованные бухгалтерии создаются, обычно, при органах государственной власти или местного самоуправления в целях экономии средств и ресурсов; ведут бухгалтерский учёт одновременно нескольких учреждений, подведомственных этому органу (например, школ, поликлиник и т. п.);
- оставить обязанности по ведению учёта за руководителем лично — актуально, в основном, для небольших организаций, имеющих штат в несколько человек и совершающих ограниченное количество хозяйственных операций; использующих, в основном, упрощённые схемы налогообложения.

## Бухгалтерия крупного предприятия

### Организационная структура
В соответствии с законодательством, бухгалтерия является отдельным структурным подразделением хозяйствующего субъекта, её начальник (главный бухгалтер) подчиняется непосредственно руководителю предприятия. Рациональность организации учёта во многом зависит от правильности определения структуры бухгалтерского аппарата. Количественный состав бухгалтерии и её штатно-должностная структура зависит от следующего:
- размер хозяйствующего субъекта,
- вид деятельности и отраслевая принадлежность,
- организация и технология производства,
- наличие, количество и расположение обособленных подразделений,
- опыт и квалификация бухгалтеров,
- степень автоматизации учётной работы.

Выделяют три вида организации структуры бухгалтерии:
- линейная организация — все работники бухгалтерии подчиняются непосредственно главному бухгалтеру (актуально для небольших бухгалтерий),
- вертикальная организация — в бухгалтерии создаются промежуточные звенья (отделы), возглавляемые старшими бухгалтерами,
- функциональная организация — бухгалтерия состоит из отдельных структурных единиц, каждая из которых выполняет замкнутый цикл работ (например, по видам деятельности хозяйствующего субъекта либо по территориальным подразделениям); применяется зачастую в крупных диверсифицированных фирмах в соответствии с формированием центров ответственности. При такой организации в штате бухгалтерии необходимо предусматривать должность бухгалтера-ревизора.

На период составления квартальной и годовой бухгалтерской отчётности в бухгалтерии могут создаваться временные группы по подготовке такой отчётности.

### Основные подразделения
В средних и крупных хозяйствующих субъектах (в зависимости от их размера и вида деятельности) могут создаваться следующие подразделения:
1. Подразделения бухгалтерии
  - расчётный отдел — начисление оплаты труда и социальных выплат,
  - материальный отдел — учёт материальных ценностей: основных средств, материалов и запасов, готовой продукции,
  - производственный отдел — учёт затрат на производство, калькуляция себестоимости,
  - касса — операции с наличными деньгами, ценными бумагами,
  - общий отдел — сбор и группировка информации, формирование отчётности.
2. Отделы, которые могут входить в состав бухгалтерии, а могут быть самостоятельными подразделениями
  - отдел труда и заработной платы — учёт рабочего времени, смен, отпусков, освобождений по болезни и т. п.
  - отдел маркетинга — формирование отпускной цены на готовую продукцию,
  - планово-экономический отдел — технико-экономическое планирование производства, анализ результатов производственной деятельности,
  - сметный отдел — пообъектный расчёт предстоящих доходов и расходов,
  - договорный отдел — подготовка договоров с поставщиками и покупателями, отслеживание расчётов по таким договорам.
3. Самостоятельные подразделения, с которыми бухгалтерия взаимодействует наиболее тесно
  - отдел кадров — учёт персонала,
  - отдел логистики — организация складского хозяйства,
  - служба внутреннего контроля — проверки структурных подразделений хозяйствующего субъекта,
  - юридическая служба — проверка и визирование проектов хозяйственных договоров и локальных нормативных актов[6].

## Главный бухгалтер

### Статус главного бухгалтера в Российской Федерации
Главный бухгалтер — начальник бухгалтерии, подчиняющийся непосредственно руководителю предприятия. Он несёт ответственность за формирования учётной политики, ведение бухгалтерского учёта и формирование финансовой отчётности. Распоряжения главного бухгалтера, касающиеся оформления хозяйственных операций и предоставление в бухгалтерию соответствующей информации и документов, являются обязательными для всех работников хозяйствующего субъекта. Главный бухгалтер в Российской Федерации подписывает второй подписью банковские и кассовые документы, без такой подписи они не принимаются к исполнению. В Российской Федерации назначение, увольнение и перемещение материально ответственных лиц (кассиров, заведующих складами и т. п.) производятся по согласованию с главным бухгалтером.
Главный бухгалтер обязан обеспечивать соответствие хозяйственных операций закону. В Российской Федерации, если существуют расхождения между руководителем предприятия и главным бухгалтером по определению законности отдельной операции, главный бухгалтер ставит в известность руководителя о своих возражениях. Главный бухгалтер подписывает такой сомнительный документ только после вторичного письменного распоряжения руководителя, где последний указывает, что ознакомлен с возражениями главного бухгалтера и не согласен с ними, беря всю ответственность на себя.
В специальной литературе зачастую указываются требования к лицу, претендующему на должность главного бухгалтера (по образованию, квалификации, членству в профессиональных ассоциациях, стажу и опыту работы, наличию или отсутствию судимости). Однако следует понимать, что это лишь рекомендации; действующее законодательство Российской Федерации не содержит никаких ограничений, касающихся главного бухгалтера, — это должно быть совершеннолетнее дееспособное лицо — и всё. При приеме на работу в России для главного бухгалтера может быть установлен повышенный испытательный срок в 6 месяцев.

### Обязанности главного бухгалтера в Российской Федерации
Главный бухгалтер хозяйствующего субъекта обязан обеспечить выполнение следующих функций:
- полный, точный, достоверный и своевременный учёт имущества и обязательств предприятия, операций по их движению;
- учёт издержек производства, исполнения смет доходов и расходов, определение себестоимости продукции;
- определение результатов финансово-хозяйственной деятельности предприятия;
- начисление и выдачу заработной платы и других видов оплаты труда и материального стимулирования;
- контроль правильности расходования фонда заработной платы, установления должностных окладов, соблюдения штатной дисциплины;
- начисление и своевременное перечисление налогов и других обязательных платежей в бюджет;
- погашение в срок банковских кредитов, формирование установленных резервных и других фондов предприятия;
- своевременное взыскание дебиторской и погашение кредиторской задолженности;
- организация своевременного и правильного проведения инвентаризаций имущества, сверок взаиморасчётов с контрагентами;
- оформление (совместно с юридической службой) материалов по недостачам и хищениям денежных средств и других материальных ценностей, контроль за передачей этих материалов в следственные или судебные органы;
- составление достоверной бухгалтерской отчётности на основе первичной документации, представление её в установленные сроки адресатам;
- участие в экономическом анализе финансово-хозяйственной деятельности в целях выявления внутрихозяйственных резервов, предупреждения потерь и непроизводительных расходов;
- участие работников бухгалтерии в разработке и осуществлении мероприятий внутреннего контроля;
- обеспечение сохранности бухгалтерских документов, передачу их в установленных случаях в архив[9].